# Stanisław Jankowiak (kajakarz)
Stanisław Jankowiak (ur. 8 maja 1941 w Zasutowie, zm. 11 maja 1999 w Poznaniu) – polski kajakarz, olimpijczyk z Tokio 1964, zawodnik Warty Poznań.
Wielokrotny mistrz Polski w:
- konkurencji K-2 na dystansie 10000 metrów w latach 1965–1966,
- konkurencji K-2 na dystansie 1000 metrów w latach 1964–1966,
- konkurencji K-4 na dystansie 1000 metrów w roku 1963,
- konkurencji K-4 na dystansie 10000 metrów e roku 1962.

Na igrzyskach olimpijskich w 1964 wystartował w konkurencji K-4 na dystansie 1000 m (partnerami byli: Ryszard Marchlik, Rafał Piszcz, Robert Ruszkowski). Polacy odpadli w półfinale.
Został pochowany na Cmentarzu Junikowo w Poznaniu.